# 1630 au théâtre
| Années du théâtre : 1627 - 1628 - 1629 - 1630 - 1631 - 1632 - 1633    |
| Décennies du théâtre : 1600 - 1610 - 1620 - 1630 - 1640 - 1650 - 1660 |

## Événements
- 17 théâtres sont en activité à Londres.

## Pièces de théâtre publiées
- Pichou : Les folies de Cardenio, tragi-comédie d’après un épisode de Don Quichotte, Paris, François Targa (En ligne sur Gallica)[1].

- Tirso de Molina, El burlador de Sevilla y convidado de piedra.

## Pièces de théâtre représentées
- Cléagénor et Doristée, de Jean de Rotrou, Paris.
- La Sylvanire ou la Morte-vive, tragi-comédie de Jean Mairet, Paris.

## Naissances
- novembre : Louis Béjart, comédien français, mort le 13 octobre 1678.
- Vers 1630 : 
  - Raymond Poisson dit  Belleroche, acteur français, mort le 9 mai 1690.
  - Susanna van Lee, actrice néerlandaise active à Amsterdam, inhumée le 13 janvier 1700.
  - Charles de Lignières, poète et dramaturge français, professeur au collège du Plessis-Sorbonne, auteur de tragédies chrétiennes en vers, mort à une date inconnue.
  - Somaize, littérateur et polémiste français actif des années 1655 à 1670, dont le nom reste lié à la polémique qui a suivi la création, en décembre 1659, des Précieuses ridicules de Molière.

## Décès
- 10 octobre : John Heminges, acteur anglais, éditeur avec Henry Condell du Premier Folio des œuvres de William Shakespeare, baptisé le 25 novembre 1556.

- Date précise non connue :
  - Denis Coppée, édile de Huy dans la principauté de Liège, dramaturge et poète, auteur de pièces à sujet religieux, né vers 1580.